# Balagoda (Bolani)
Balagoda (Bolani) là một thị trấn thống kê (census town) của quận Kendujhar thuộc bang Orissa, Ấn Độ.

## Nhân khẩu
Theo điều tra dân số năm 2001 của Ấn Độ, Balagoda (Bolani) có dân số 11.830 người. Phái nam chiếm 53% tổng số dân và phái nữ chiếm 47%. Balagoda (Bolani) có tỷ lệ 63% biết đọc biết viết, cao hơn tỷ lệ trung bình toàn quốc là 59,5%: tỷ lệ cho phái nam là 72%, và tỷ lệ cho phái nữ là 52%. Tại Balagoda (Bolani), 14% dân số nhỏ hơn 6 tuổi.